# Eupelmus parvulus
Eupelmus parvulus är en stekelart som beskrevs av Jean Risbec 1952. Eupelmus parvulus ingår i släktet Eupelmus och familjen hoppglanssteklar.
Artens utbredningsområde är Madagaskar. Inga underarter finns listade i Catalogue of Life.